# 304 (číslo)
Tři sta čtyři je přirozené číslo, které následuje po čísle tři sta tři a předchází číslu tři sta pět. Římskými číslicemi se zapisuje CCCIV a řeckými číslicemi τδ.

## Matematika
304 je:
- Abundantní číslo
- Nešťastné číslo
- Nepříznivé číslo
- Součet šesti (41 + 43 + 47 + 53 + 59 + 61) a osmi (23 + 29 + 31 + 37 + 41 + 43 + 47 + 53) po sobě jdoucích prvočísel

## Astronomie
- (304) Olga je planetka hlavního pásu, kterou objevil v roce 1891 Johann Palisa

## Doprava
- Silnice II/304 je česká silnice II. třídy vedoucí na trase Úpice – Hořičky – Česká Skalice – Městec – Bohuslavice – Opočno – Týniště nad Orlicí[1][2][3][4][5]

## Roky
- 304
- 304 př. n. l.